# カットラス

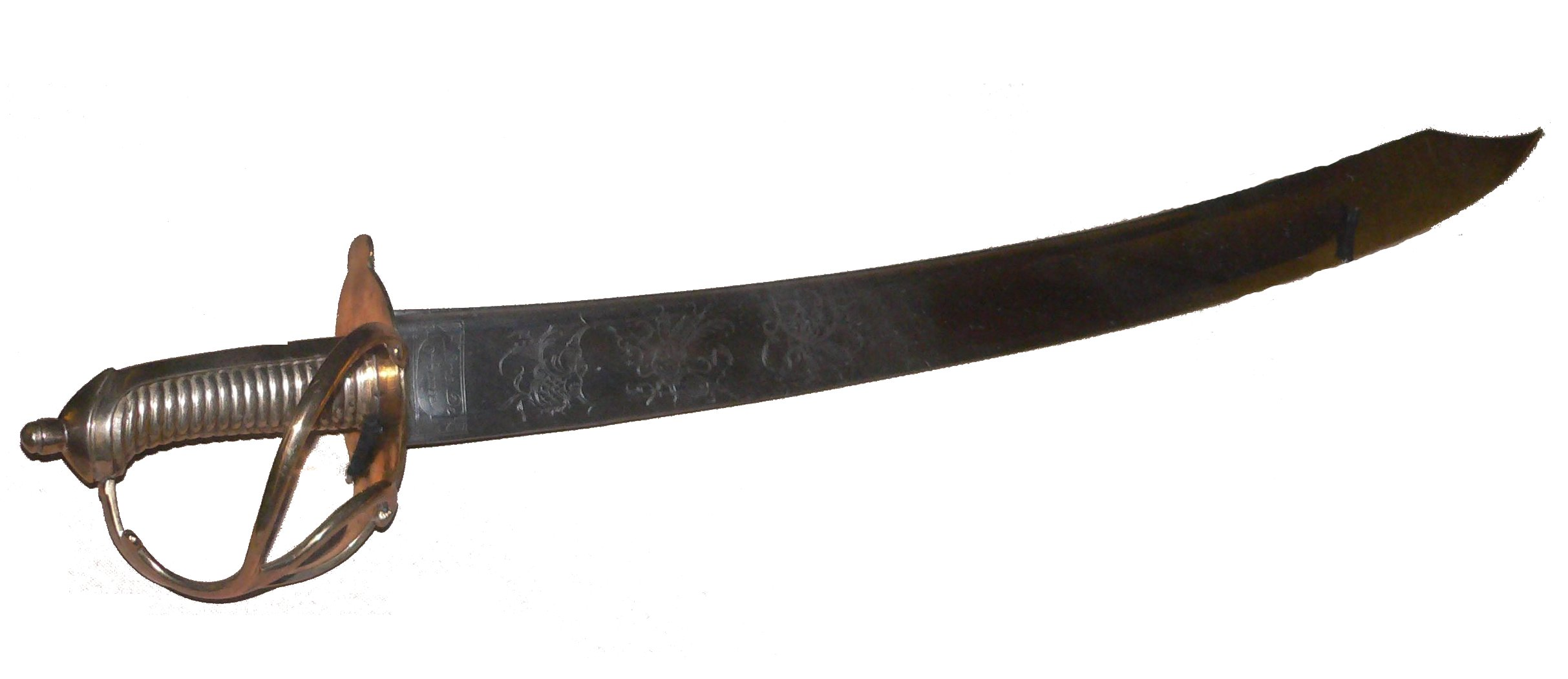

カットラス（Cutlass）は湾曲した刃を持つ、片手で扱う刀身が短い刀である。舶刀（はくとう）。
狭く障害物の多い帆船の甲板上での戦闘の取り回しに優れ、かつての帆船時代の海上戦闘や、海賊の斬り込みに好んで使用された。

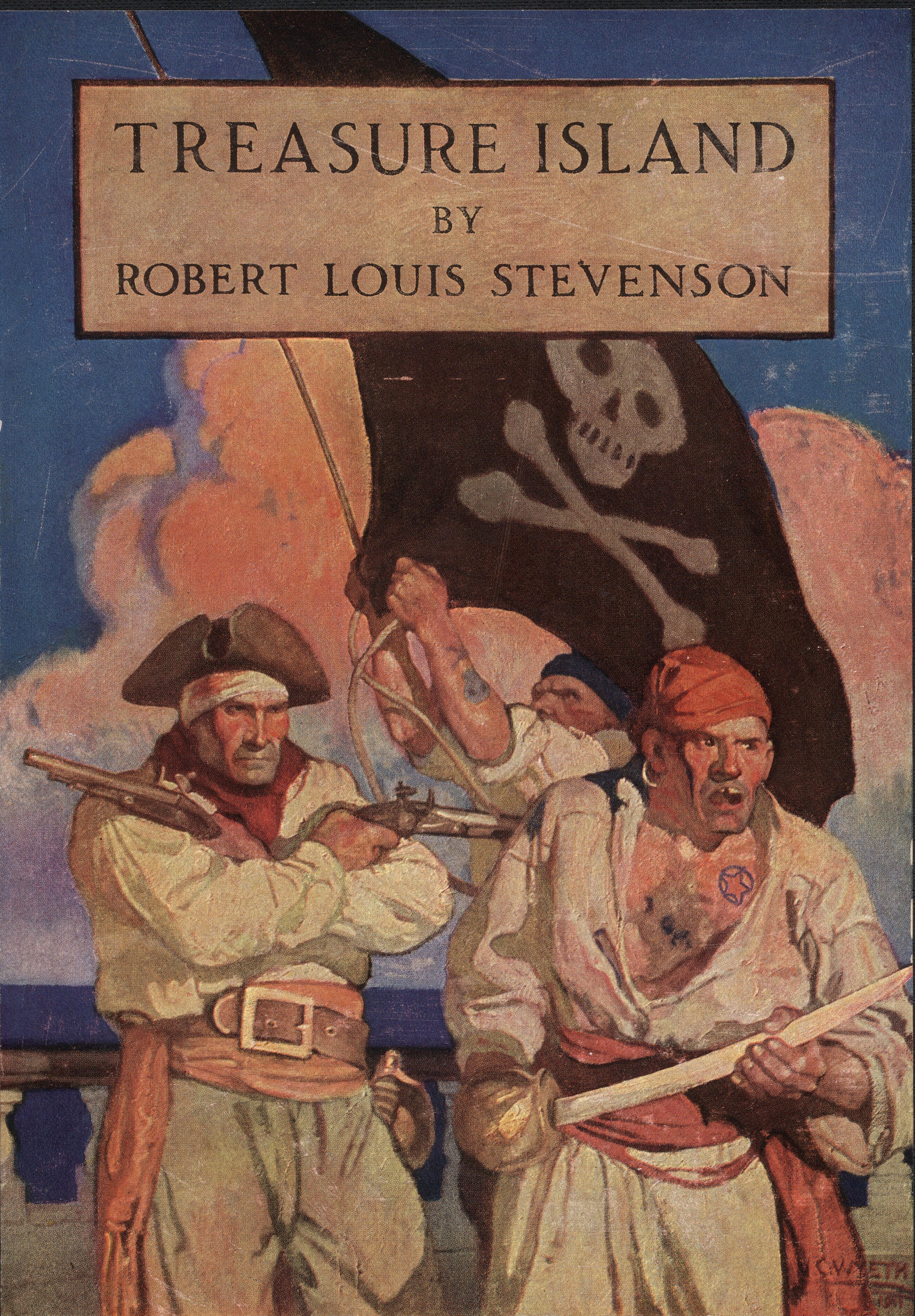
海賊小説「宝島」の挿絵。右の人物が持っているのがカトラス

## 語源
元々はラテン語で小刀を意味する cultellus からナイフを意味する coltello という語が生じ、そこから幅広の短剣を指す16世紀のイタリア語 coltellaccio (「大きなナイフ」の意) が生じた。それが転訛してフランス語の coutelas (マチェーテに似た刃物) となった。現代フランス語でナイフを意味する語は couteau で、17世紀から18世紀ごろの英語では cuttoe とつづられたが、ここから英語の cutlass が派生した。

## 二次的意味
- カットラス・フィッシュは熱帯魚の一種、タチウオ。
  - 「タチウオ（太刀魚）」は太刀の様な形で、立ち泳ぎする（タチウオ科）。
- オールズモビル・カトラス/カトラス・カレー/カトラス・シュプリーム - ゼネラルモーターズの乗用車。
- 魚の名にちなんで名付けられた米国海軍の潜水艦カットラス（SS-478）は第二次世界大戦中に造られ、後に台湾（中華民国）で使用された。
- セスナ機のカットラスは、民間軽飛行機（単発エンジン航空機）。セスナ172（177）RGカットラス
- カットラス（Vought F7U Cutlass）は米国海軍艦載機の一種。→F7U (航空機)
- CUTLASSは、レーダーを使用して電離層を調査する研究所、Co-operative UK Twin Auroral Sounding Systemの頭字語：外部リンク：CUTLASS
- シチズンカトラス（CITIZEN CUTLASS）は、1960年代から70年代に販売された高級薄型自動巻き腕時計。

## 架空の事象
- VF-9 カットラスはゲーム『マクロスM3』などの「マクロスシリーズ」作品に登場する可変戦闘機の一種。架空の兵器。